# Elisabeth Christine von Braunschweig-Wolfenbüttel

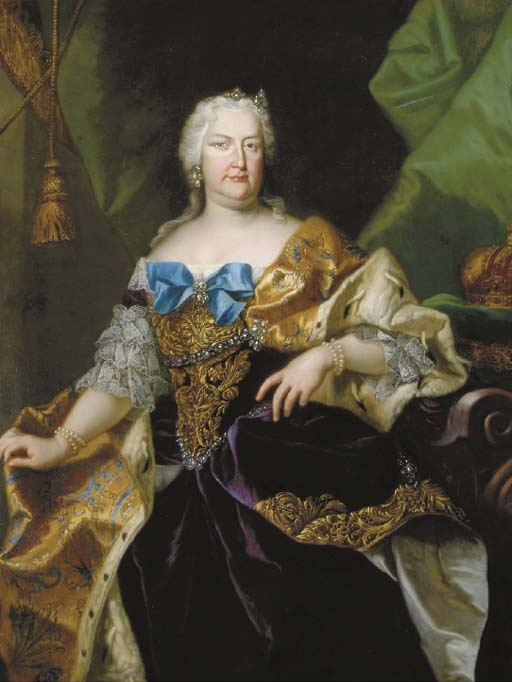
Elisabeth Christine von Braunschweig-Wolfenbüttel von Johann Gottfried Auerbach

Elisabeth Christine von Braunschweig-Wolfenbüttel

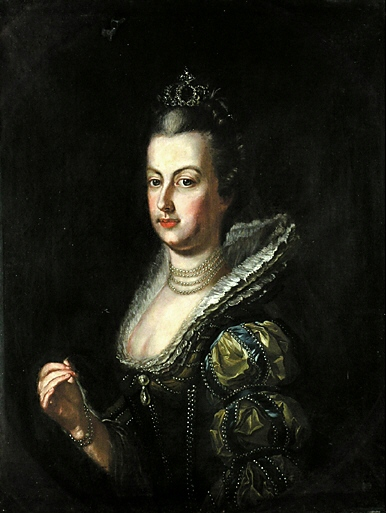
Elisabeth Christine von Braunschweig-Wolfenbüttel, anonymes Porträt des 18. Jh.

Elisabeth Christine von Braunschweig-Wolfenbüttel (* 28. August 1691 in Braunschweig; † 21. Dezember 1750 in Wien) war Prinzessin von Braunschweig-Wolfenbüttel und als Gemahlin von Kaiser Karl VI. aus dem Haus Habsburg Erzherzogin von Österreich, Deutsche Königin und Kaiserin des Heiligen Römischen Reichs. Sie war die Mutter von Maria Theresia.

## Leben
Prinzessin Elisabeth Christine von Braunschweig-Wolfenbüttel wurde am 28. August 1691 als erstes Kind und älteste Tochter von Ludwig Rudolf, Herzog von Braunschweig-Wolfenbüttel, und seiner Frau Christine Luise von Oettingen-Oettingen in Braunschweig geboren.
Schon als 13-Jährige wurde Elisabeth Christine 1704 von ihrem ehrgeizigen Großvater Anton Ulrich in Übereinkunft mit Kaiserin Wilhelmine Amalie mit deren Schwager Karl verlobt. Dieser war nach dem kinderlosen Tod Karls II. 1703  von seinem Vater, Kaiser Leopold I., zum spanischen König proklamiert worden, was Anlass zum Spanischen Erbfolgekrieg gegeben hatte. Der geplanten Hochzeit jedoch widersetzte sich die entschieden protestantische Braut anfangs, da damit der Übertritt zum katholischen Glauben verbunden war. Ihre von ihrem Großvater planmäßig vorbereitete Konversion erregte viel Aufsehen und Auseinandersetzungen. Durch sein großväterliches Ansehen und mit Hilfe seiner Theologen konnte Anton Ulrich die Gewissensbedenken seiner Enkelin schließlich zerstreuen. Elisabeth Christine konvertierte am 1. Mai 1707 unter großen Feierlichkeiten im Bamberger Dom, wobei sie vor dem Erzbischof von Mainz und Bischof von Bamberg, Lothar Franz von Schönborn, das Bekenntnis zur römisch-katholischen Kirche öffentlich ablegte.
Zwei Wochen nach ihrer Konversion kam Elisabeth Christine in Wien an und gewann die Sympathie der Kaiserfamilie. Am 23. April 1708 fand ihre Ferntrauung in der nächst dem Schloss Schönbrunn gelegenen Pfarrkirche Maria Hietzing statt, wobei Karl von seinem Bruder Joseph I. als kirchenrechtlichem Prokurator vertreten wurde. Zwei Tage darauf trat sie ihre Reise zu ihrem Gatten an. Sie begab sich zunächst nach Genua und segelte dann auf der vom englischen General John Leake kommandierten Flotte nach Spanien, wo ihr Gatte als Gegenkönig Karl III. fungierte. Am 1. August 1708 hielt sie in Begleitung ihres Gemahls ihren feierlichen Einzug in Barcelona, wo der Erzbischof von Tarragona die Ehe nochmals einsegnete. Zu dieser Gelegenheit wurde vom italienischen Komponisten Antonio Caldara die Serenata Il più bel nome komponiert und aufgeführt.
Die Ehe begann glücklich, doch sagte Elisabeth Christine die spanische Etikette nicht zu; außerdem bereiteten ihr die politischen Verhältnisse und die ungünstige Lage ihres Ehemanns Sorgen. Als Kaiser Joseph I., ihr Schwager, am 17. April 1711 überraschend starb, wurde sein Bruder Karl, der gerade in Barcelona eingeschlossen war, nach Österreich zurückberufen. Obwohl er Elisabeth Christine keine politischen Fähigkeiten zutraute, machte er sie sogleich zu seiner Stellvertreterin, reiste selbst im September aus Spanien ab und wurde am 22. Dezember 1711 in Frankfurt am Main zum Kaiser gekrönt. Elisabeth Christine blieb als Symbol des habsburgischen Behauptungswillens in Katalonien zurück, wurde Statthalterin und harrte in widriger Situation aus. Als die dortige Lage aber immer ungünstiger wurde und Karl schließlich Spanien aufgab, verließ die „weiße Liesl“, wie Karl seine Frau wegen ihres Teints nannte, am 19. März 1713 das Land. Sie erreichte am 28. März Genua, wurde in Linz von ihrem Gemahl empfangen und zog am 11. Juli 1713 unter dem Jubel des Volks in Wien ein.

Grab von Kaiserin Elisabeth Christine in der Kaisergruft in Wien

Erst in Österreich bekam Elisabeth Christine vier Kinder, jedoch starb ihr lang ersehnter Sohn Leopold Johann Ende 1716, nur sieben Monate nach der Geburt, ihre jüngste Tochter Maria Amalia starb 1730 im Alter von sechs Jahren und ihre zweite Tochter Maria Anna starb noch vor ihr im Dezember 1744 im Kindbett, so dass sie nur von ihrer ältesten Tochter, Maria Theresia, überlebt wurde. Aufgrund dieser Schicksalsschläge soll sie in ihren späten Jahren depressiv gewesen sein. Außerdem wirkten sich die abwegigen Behandlungen zur Steigerung ihrer Fruchtbarkeit schlecht auf den körperlichen und psychischen Gesundheitszustand der Kaiserin aus.
Elisabeth Christine wurde von ihrem Ehemann im Allgemeinen nicht mit Politik befasst. So stand sie in Wien im Hintergrund und war ziemlich einflusslos. Sie unterstützte das Welfenhaus, hatte es aber schwer, die problematische finanzielle Situation ihres Vaters zu stabilisieren. Auch hatte sie es hinzunehmen, dass die Kaiserinwitwe Wilhelmine Amalie gegen sie stichelte. Sie war aber damit erfolgreich, 1732 die Ehe ihrer Nichte Elisabeth Christine, einer Tochter ihrer Schwester Antoinette Amalie, mit dem preußischen Kronprinzen Friedrich (II.) anzubahnen und 1739 die Ehe ihres Neffen Anton Ulrich von Braunschweig mit der russischen Regentin Anna Leopoldowna. Allerdings währte die von ihr erhoffte österreichisch-preußische Annäherung nur bis zum Tod des Königs Friedrich Wilhelm I. im Mai 1740 und ihres Mannes, des Kaisers, im Oktober desselben Jahres. Bereits am 16. Dezember fiel ihr angeheirateter Neffe Friedrich II. im habsburgischen Schlesien ein und löste damit den Ersten Schlesischen Krieg aus.
Mit dem Tode ihres Mannes erlosch das Haus Habsburg 1740 im Mannesstamm. Maria Theresia folgte gemäß den Bestimmungen der Pragmatischen Sanktion von 1713 in der Regierung der habsburgischen Erbkönigreiche und -länder. Ebenso wenig wie von ihrem Mann wurde Elisabeth Christine von ihrer Tochter mit politischen Aufgaben betraut. Maria Theresia schätzte ihre Mutter aber zeitlebens und ließ ihr ab 1740 Schloss Hetzendorf (heute im 12. Wiener Bezirk), der von Maria Theresia geschätzten kaiserlichen Sommerresidenz Schloss Schönbrunn sehr nah, als Witwensitz ausbauen. Elisabeth Christine wurde im Alter korpulent und litt an geschwollenen Beinen, Rheumatismus und Gürtelrose.
Kurz vor Weihnachten 1750 starb Kaiserinwitwe Elisabeth Christine 59-jährig in Wien. Sie gehört zu jenen 41 Personen, die eine „Getrennte Bestattung“ mit Aufteilung des Körpers auf alle drei traditionellen Wiener Begräbnisstätten der Habsburger (Kaisergruft, Herzgruft, Herzogsgruft) erhielten.

## Nachkommen
- Leopold Johann (* 13. April 1716; † 4. November 1716), Erzherzog von Österreich
- Maria Theresia (* 13. Mai 1717; † 29. November 1780), Erzherzogin von Österreich, Königin von Ungarn und Königin von Böhmen, ⚭ Franz I. Stephan von Lothringen; die beiden begründeten das Haus Habsburg-Lothringen
- Maria Anna (* 26. September 1718; † 16. Dezember 1744), Erzherzogin von Österreich, ⚭ Karl Alexander von Lothringen
- Maria Amalia (* 5. April 1724; † 19. April 1730), Erzherzogin von Österreich

## Ahnentafel
| Ahnentafel Elisabeth Christine von Braunschweig-Wolfenbüttel  | Ahnentafel Elisabeth Christine von Braunschweig-Wolfenbüttel                                                                              | Ahnentafel Elisabeth Christine von Braunschweig-Wolfenbüttel                                                                              | Ahnentafel Elisabeth Christine von Braunschweig-Wolfenbüttel                                                                              | Ahnentafel Elisabeth Christine von Braunschweig-Wolfenbüttel                                                                              | Ahnentafel Elisabeth Christine von Braunschweig-Wolfenbüttel                                                           | Ahnentafel Elisabeth Christine von Braunschweig-Wolfenbüttel                                                           | Ahnentafel Elisabeth Christine von Braunschweig-Wolfenbüttel                                                           | Ahnentafel Elisabeth Christine von Braunschweig-Wolfenbüttel                                                           |
| ------------------------------------------------------------- | --- | --- | --- | --- | --- | --- | --- | --- |
| Ururgroßeltern                                                | Herzog Heinrich (Braunschweig-Dannenberg) (1533–1598) ⚭ 1569 Ursula von Sachsen-Lauenburg (1552/53–1620)                                  | Fürst Rudolf (Anhalt-Zerbst) (1576–1621) ⚭ 1605 Dorothea Hedwig von Braunschweig-Wolfenbüttel (1587–1609)                                 | Herzog Johann (Schleswig-Holstein-Sonderburg) (1545–1622) ⚭ 1568 Elisabeth von Braunschweig-Grubenhagen (1550–1586)                       | Fürst Rudolf (Anhalt-Zerbst) (1576–1621) ⚭ 1605 Dorothea Hedwig von Braunschweig-Wolfenbüttel (1587–1609)                                 | Graf Ludwig Eberhard Graf zu Oettingen-Oettingen (1577–1634) ⚭ ? Margaretha von Erbach (1576–1635)                     | Graf Kraft VII. von Hohenlohe-Neuenstein (1582–1641) ⚭ 1615 Sophie von der Pfalz (1593–1676)                           | Herzog Johann Friedrich (Württemberg) (1582–1628) ⚭ 1609 Barbara Sophia von Brandenburg (1584–1636)                    | Graf Johann Kasimir von Salm-Kyrburg (1577–1651) ⚭ 1607 Dorothea zu Solms-Laubach (1579–1631)                          |
| Urgroßeltern                                                  | Fürst August II. (Braunschweig-Wolfenbüttel) (1579–1666) ⚭ 1623 Dorothea von Anhalt-Zerbst (1607–1634)                                    | Fürst August II. (Braunschweig-Wolfenbüttel) (1579–1666) ⚭ 1623 Dorothea von Anhalt-Zerbst (1607–1634)                                    | Herzog Friedrich von Schleswig-Holstein-Sonderburg-Norburg (1581–1658) ⚭ 1632 Eleonore von Anhalt-Zerbst (1608–1681)                      | Herzog Friedrich von Schleswig-Holstein-Sonderburg-Norburg (1581–1658) ⚭ 1632 Eleonore von Anhalt-Zerbst (1608–1681)                      | Graf Joachim Ernst von Oettingen-Oettingen (1612–1659) ⚭ 1638 Anna Dorothea von Hohenlohe-Neuenstein (1621–1643)       | Graf Joachim Ernst von Oettingen-Oettingen (1612–1659) ⚭ 1638 Anna Dorothea von Hohenlohe-Neuenstein (1621–1643)       | Herzog Eberhard III. von Württemberg (1614–1674) ⚭ 1637 Anna Katharina Dorothea von Salm-Kyrburg (1614–1655)           | Herzog Eberhard III. von Württemberg (1614–1674) ⚭ 1637 Anna Katharina Dorothea von Salm-Kyrburg (1614–1655)           |
| Großeltern                                                    | Fürst Anton Ulrich (Braunschweig-Wolfenbüttel) (1633–1714) ⚭ 1656 Elisabeth Juliane von Schleswig-Holstein-Sonderburg-Norburg (1634–1704) | Fürst Anton Ulrich (Braunschweig-Wolfenbüttel) (1633–1714) ⚭ 1656 Elisabeth Juliane von Schleswig-Holstein-Sonderburg-Norburg (1634–1704) | Fürst Anton Ulrich (Braunschweig-Wolfenbüttel) (1633–1714) ⚭ 1656 Elisabeth Juliane von Schleswig-Holstein-Sonderburg-Norburg (1634–1704) | Fürst Anton Ulrich (Braunschweig-Wolfenbüttel) (1633–1714) ⚭ 1656 Elisabeth Juliane von Schleswig-Holstein-Sonderburg-Norburg (1634–1704) | Fürst Albrecht Ernst I. (Oettingen-Oettingen) (1642–1683) ⚭ 1665 Christine Friederike von Württemberg (1644–1674)      | Fürst Albrecht Ernst I. (Oettingen-Oettingen) (1642–1683) ⚭ 1665 Christine Friederike von Württemberg (1644–1674)      | Fürst Albrecht Ernst I. (Oettingen-Oettingen) (1642–1683) ⚭ 1665 Christine Friederike von Württemberg (1644–1674)      | Fürst Albrecht Ernst I. (Oettingen-Oettingen) (1642–1683) ⚭ 1665 Christine Friederike von Württemberg (1644–1674)      |
| Eltern                                                        | Fürst Ludwig Rudolf (Braunschweig-Wolfenbüttel) (1671–1735) ⚭ 1690 Christine Luise von Oettingen-Oettingen (1671–1747)                    | Fürst Ludwig Rudolf (Braunschweig-Wolfenbüttel) (1671–1735) ⚭ 1690 Christine Luise von Oettingen-Oettingen (1671–1747)                    | Fürst Ludwig Rudolf (Braunschweig-Wolfenbüttel) (1671–1735) ⚭ 1690 Christine Luise von Oettingen-Oettingen (1671–1747)                    | Fürst Ludwig Rudolf (Braunschweig-Wolfenbüttel) (1671–1735) ⚭ 1690 Christine Luise von Oettingen-Oettingen (1671–1747)                    | Fürst Ludwig Rudolf (Braunschweig-Wolfenbüttel) (1671–1735) ⚭ 1690 Christine Luise von Oettingen-Oettingen (1671–1747) | Fürst Ludwig Rudolf (Braunschweig-Wolfenbüttel) (1671–1735) ⚭ 1690 Christine Luise von Oettingen-Oettingen (1671–1747) | Fürst Ludwig Rudolf (Braunschweig-Wolfenbüttel) (1671–1735) ⚭ 1690 Christine Luise von Oettingen-Oettingen (1671–1747) | Fürst Ludwig Rudolf (Braunschweig-Wolfenbüttel) (1671–1735) ⚭ 1690 Christine Luise von Oettingen-Oettingen (1671–1747) |
| Elisabeth Christine von Braunschweig-Wolfenbüttel (1691–1750) | | | | | | | | |